# St. Johann Baptist (Solln)

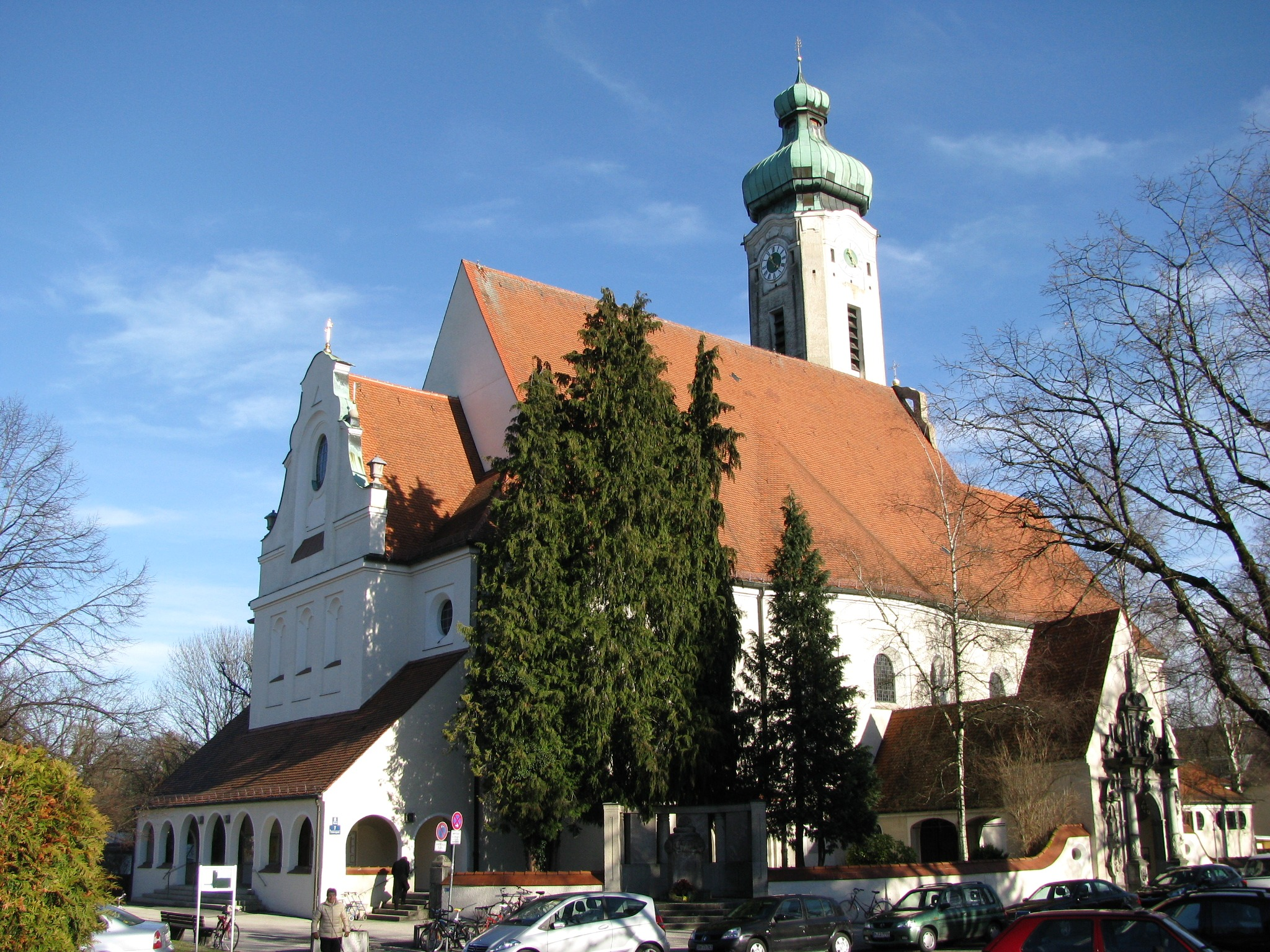
Pfarrkirche St. Johann Baptist

St. Johann Baptist ist eine römisch-katholische Pfarrkirche im Münchner Stadtteil Solln.

## Lage
Die Kirche befindet sich am Fellererplatz 8. Der Bereich zwischen der Kirche und der südlich davon gelegenen Schule an der Herterichstraße bildet ein Subzentrum neben dem alten Dorfkern und eine Verbindung zwischen dem Dorfkern im Südwesten und der Villenkolonie Solln im Nordwesten. Westlich der Kirche befindet sich in unmittelbarer Nähe das 1906 erbaute denkmalgeschützte katholische Pfarrhaus. Kirche, Pfarrhaus und Schule wurden vom selben Architekten entworfen und bilden ein stilistisches Ensemble.

## Geschichte
Nach Anwachsen der Bevölkerung Sollns Ende des 19. Jahrhunderts, begünstigt durch den Bau der Isartalbahn, war die alte Sollner Kirche zu klein geworden. Pläne ihrer Vergrößerung wurden als nicht durchführbar verworfen. 1893 wurde ein Kirchbauverein mit dem Ziel des Baus einer neuen Kirche gegründet. 1903 gewann Franz Rank einen Architektenwettbewerb. Die Grundsteinlegung erfolgte 1904 und die Fertigstellung 1905.
Der ursprüngliche Hochaltar von Franz Rank wurde erst 1911 fertiggestellt, das Altarbild von Carl Johann Becker-Gundahl aufgrund von Unstimmigkeiten zwischen Künstler und Auftraggebern sogar erst 1916 angebracht.
1920 wurde Solln, bisher Teil der Pfarrei Pullach-Solln mit Sitz in Pullach, zur eigenständigen Pfarrei und die Kirche damit zur Pfarrkirche.
Im Zweiten Weltkrieg wurde die Kirche bei Bombenangriffen nur leicht beschädigt.
1966 erfolgte im Zuge einer Renovierung eine komplette Neugestaltung des Innenraums, wodurch die bisher circa 260 Sitzplätze fast verdoppelt wurden und eine Modernisierung des Innenraums erfolgte. Die ursprüngliche Jugendstil-Ausstattung wurde entfernt, der Hochaltar durch einen freistehenden Altar ersetzt.
Die Kirche gehört heute zur Pfarrei St. Johann Baptist Solln, die zusammen mit der Pfarrei St. Ansgar im Pfarrverband Solln ist.

## Bauwerk
Die Kirche fällt durch ihre relative Größe, ihr steiles, mächtiges Satteldach und ihre Vielgliedrigkeit mit etlichen Anbauten auf. Der Stil ist typisch für den Architekten Franz Rank und stellt eine Verbindung von modernen, vom Jugendstil beeinflussten Formen mit neobarocken Elementen des traditionellen bayerischen Kirchenbaus im Sinne der damaligen Heimatbewegung dar. Die Größe spiegelt die gewachsene Zahl und den Wohlstand der Sollner Bevölkerung zur Bauzeit wider. Rank reichte seinen Wettbewerbsentwurf unter dem Kennwort „Bodenständig“ ein.

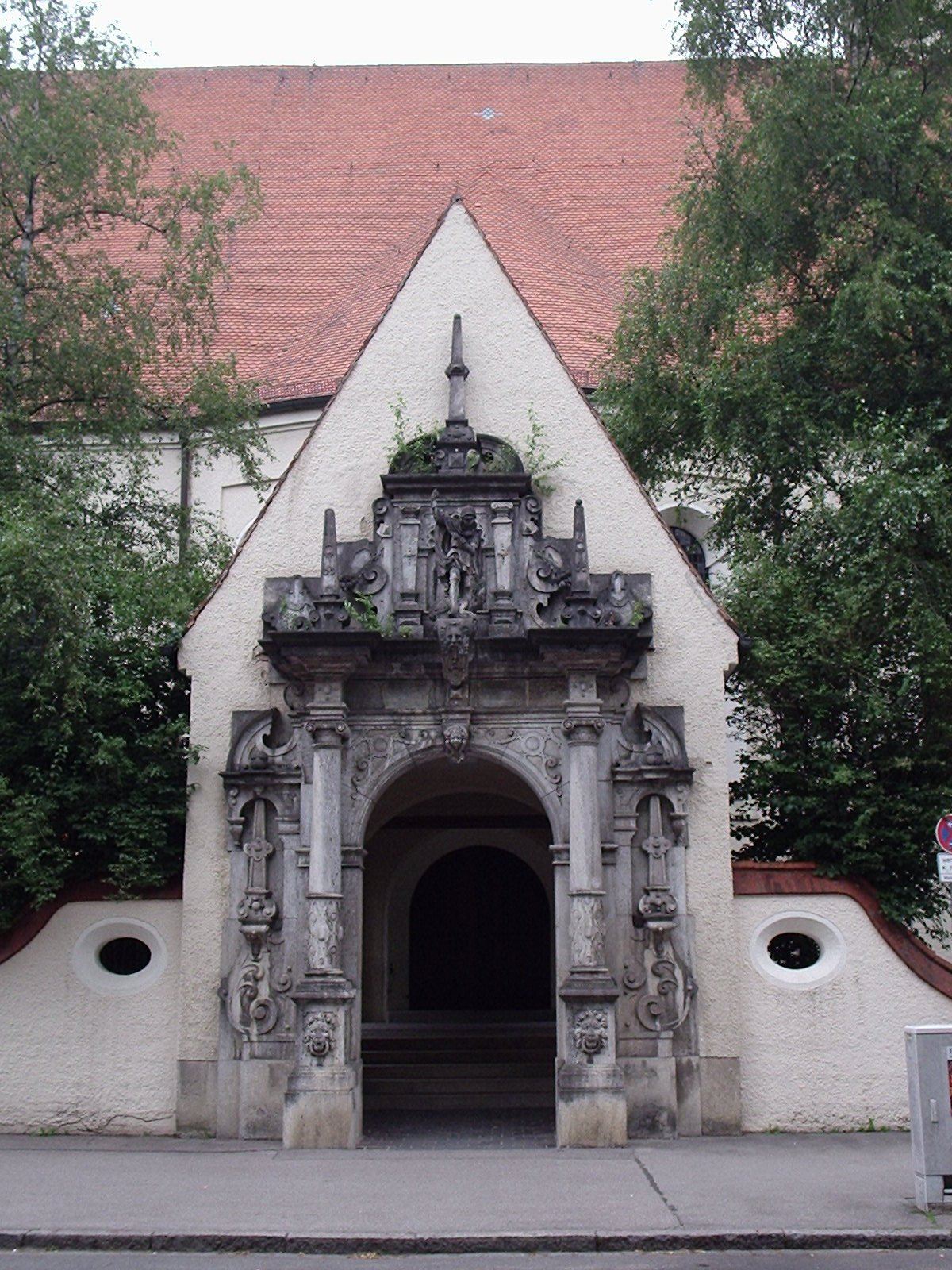
Südportal

Das Langhaus ist an den Seiten leicht ausgebuchtet, hat eine Decke mit Spiegelgewölbe ohne Stützen und ist nur sparsam verziert. Der lang gestreckte, polygonale Chor im Osten hat ein Tonnengewölbe mit Stichkappe. Dahinter befindet sich ein Chorumgang, rechts davon die Sakristei.
Im Westen befindet sich eine Vorhalle, an deren Seiten sich zwei Räume befinden, die heute als Taufkapelle und Gebetsraum genutzt werden. Vor dem Westeingang befindet sich eine Bogenhalle.
Der Südeingang besitzt einen langgestreckten Vorbau mit einem verzierten Portal. Das Portal ist eine Steinmetzarbeit aus dem späten 19. Jahrhundert und stellt eine Kopie des manieristischen Kirchenportals des Klosters Tückelhausen dar. Der Einbau in die neue Kirche war eine Bedingung des Architektenwettbewerbs und die stilistischen Unterschiede zwischen dem Portal und dem restlichen Kirchbau begründen wohl den langgestreckten Vorbau.
Eine an das Südportal angrenzende Mauer im Stil einer Friedhofsmauer, die die Kirche auf der Südseite umgibt, begrenzt einen Bereich, der mit Bäumen bepflanzt ist. Außen an der Mauer befindet sich im Südwesten ein Kriegerdenkmal, erschaffen nach 1918 von Karl Lösche.
Der Turm befindet sich an der Nordflanke auf Höhe der Sakristei. Er hat eine Zwiebelhaube, ist 64 Meter hoch und beherbergt ein vierstimmiges Geläute in Schlagtonfolge c1 es1 g1 b1, wobei die Glocken 1–3 ein Nachkriegsgeläute aus Gussstahl des Bochumer Vereins sind und nur die kleine Glocken 4 noch aus dem historischen Bronzebestand ist. Sie wurde 1905 gegossen.

## Ausstattung

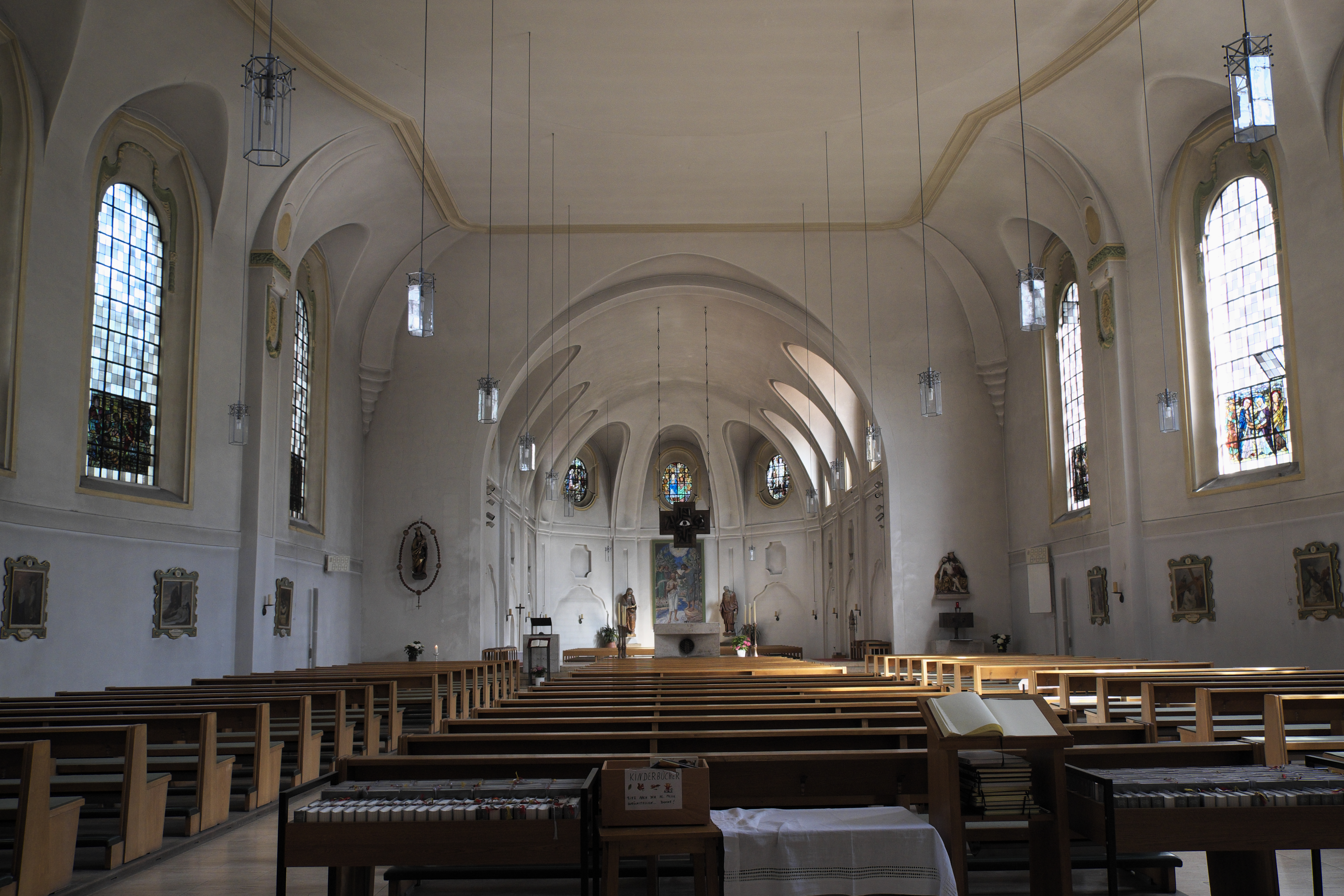
Innenraum mit Blick zur Apsis

Das Altarbild von Carl Johann Becker-Gundahl befindet sich seit 1983 wieder im Chor der Kirche, allerdings ohne den ursprünglichen Hochaltar. Es ist ein Jugendstil-Gemälde von 1915 und zeigt Johannes den Täufer bei der Taufe Jesu. An seinen Seiten befinden sich Figuren der Eltern des Kirchenpatrons, die Heiligen Zacharias und Elisabet, geschaffen 1913 von Karl Baur.
Der neue Altar mit dem darüber hängenden großen Bronzekreuz, der Ambo, und der Tabernakel rechts des Chorbogens stammen von Karl Reidel.
Die Kirchenfenster an den Seiten wurden vom in Solln wohnhaften Glasmaler Wilhelm Pütz 1946/1947 geschaffen, nachdem die alten Fenster im Krieg zerstört worden waren. Von ihm stammen auch die seitlichen Chorfenster, die die Geburt und Auferstehung Christi zeigen. Das mittlere Fenster „Pfingstwunder“ wurde erst später, nach Entfernen des Hochaltars, von seinen Töchtern Felicitas Puchner und Eva-Marie Pütz geschaffen.
Seit 1966 befinden sich zwei bedeutende spätgotische Schnitzfiguren in der Kirche, die vorher in der alten Sollner Kirche waren: über dem Tabernakel ein dem Umfeld von Erasmus Grasser oder dem Meister von Rabenden zugeschriebener Gnadenstuhl (circa 1511–1515), links des Chorbogens eine Rosenkranzmadonna mit Kind (circa 1510).
An der rückwärtigen Wand befinden sich Schnitzarbeiten von Balthasar Schmitt von 1930: links und rechts monumentale Figuren von Petrus und Paulus, und an der Brüstung der Empore Relief-Medaillons, die früher zu einem der ursprünglichen Seitenaltäre gehörten. Von Gebhard Fugel stammen die Bilder rechts und links der Orgel (1929/1930), die früher die Altarbilder der ursprünglichen Seitenaltäre waren, und die Kreuzwegbilder an den Seiten der Kirche (1921).

## Orgel

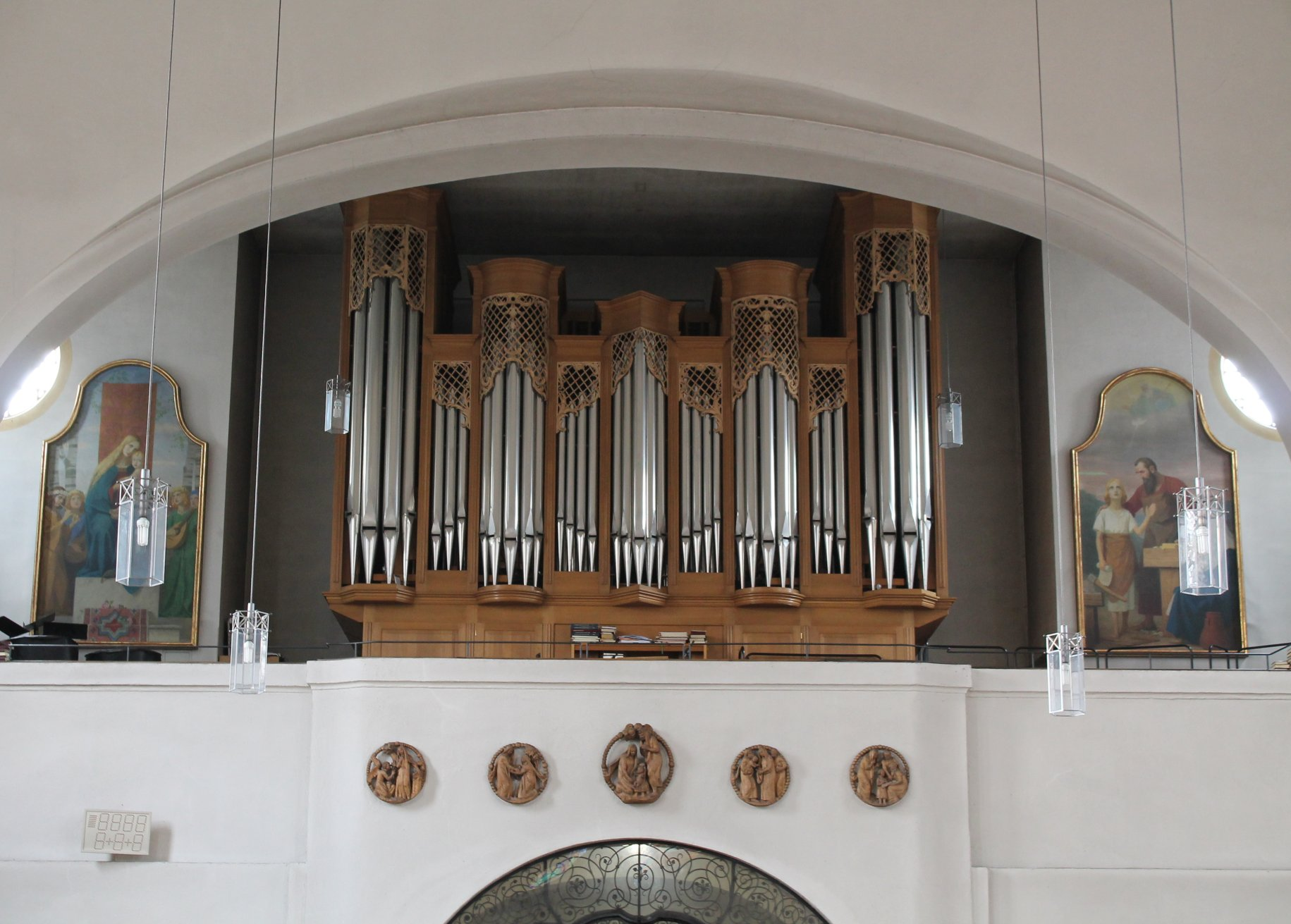
Die Orgel

Die Orgel wurde 1993 von Dieter Schingnitz erbaut. Sie hat 33 Register auf zwei Manualen und Pedal mit mechanischen Schleifladen und Doppelregistratur.
| I Hauptwerk C–g3 |                  |       |
| 1.               | Bourdon          | 16′   |
| 2.               | Montre           | 8′    |
| 3.               | Flûte harmonique | 8′    |
| 4.               | Bourdon          | 8′    |
| 5.               | Prästant         | 4′    |
| 6.               | Flûte douce      | 4′    |
| 7.               | Nasard           | 2 ⁄3′ |
| 8.               | Doublette        | 2′    |
| 9.               | Mixtur V         | 1 ⁄3′ |
| 10.              | Cornett V        | 8′    |
| 11.              | Bombarde         | 16′   |
| 12.              | Trompete         | 8′    |
|                  | Tremulant        |       |

| II Schwellwerk C–g3 |                  |         |
| 13.                 | Cor de nuit      | 8′      |
| 14.                 | Gamba            | 8′      |
| 15.                 | Voix céleste     | 8′      |
| 16.                 | Principal        | 4′      |
| 17.                 | Flûte octaviante | 4′      |
| 18.                 | Quinte           | 2 ⁄3′   |
| 19.                 | Octavin          | 2′      |
| 20.                 | Terz             | ′1 3⁄5′ |
| 21.                 | Larigot          | 1 ⁄3′   |
| 22.                 | Plein jeu IV     | 2′      |
| 23.                 | Fagott           | 16′     |
| 24.                 | Trompete         | 8′      |
| 25.                 | Hautbois         | 8′      |
| 26.                 | Clairon          | 4′      |
|                     | Tremulant        |         |

| Pedal C–f1 |               |     |
| 27.        | Prinzipalbass | 16′ |
| 28.        | Subbass       | 16′ |
| 29.        | Oktave        | 8′  |
| 30.        | Flûte         | 8′  |
| 31.        | Principal     | 4′  |
| 32.        | Posaune       | 16′ |
| 33.        | Trompete      | 8′  |

- Koppeln: II/I, I/P, II/P.
- 128 Setzerkombinationen (4 x 32 Kombinationen).